# Boqueho
Boqueho is een gemeente in het Franse departement Côtes-d'Armor (regio Bretagne). De plaats maakt deel uit van het arrondissement Saint-Brieuc. Boqueho telde op 1 januari 2022 1.054 inwoners.

## Geografie
De oppervlakte van Boqueho bedroeg op 1 januari 2022 27,12 vierkante kilometer; de bevolkingsdichtheid was toen 38,9 inwoners per km².
De onderstaande kaart toont de ligging van Boqueho met de belangrijkste infrastructuur en aangrenzende gemeenten.

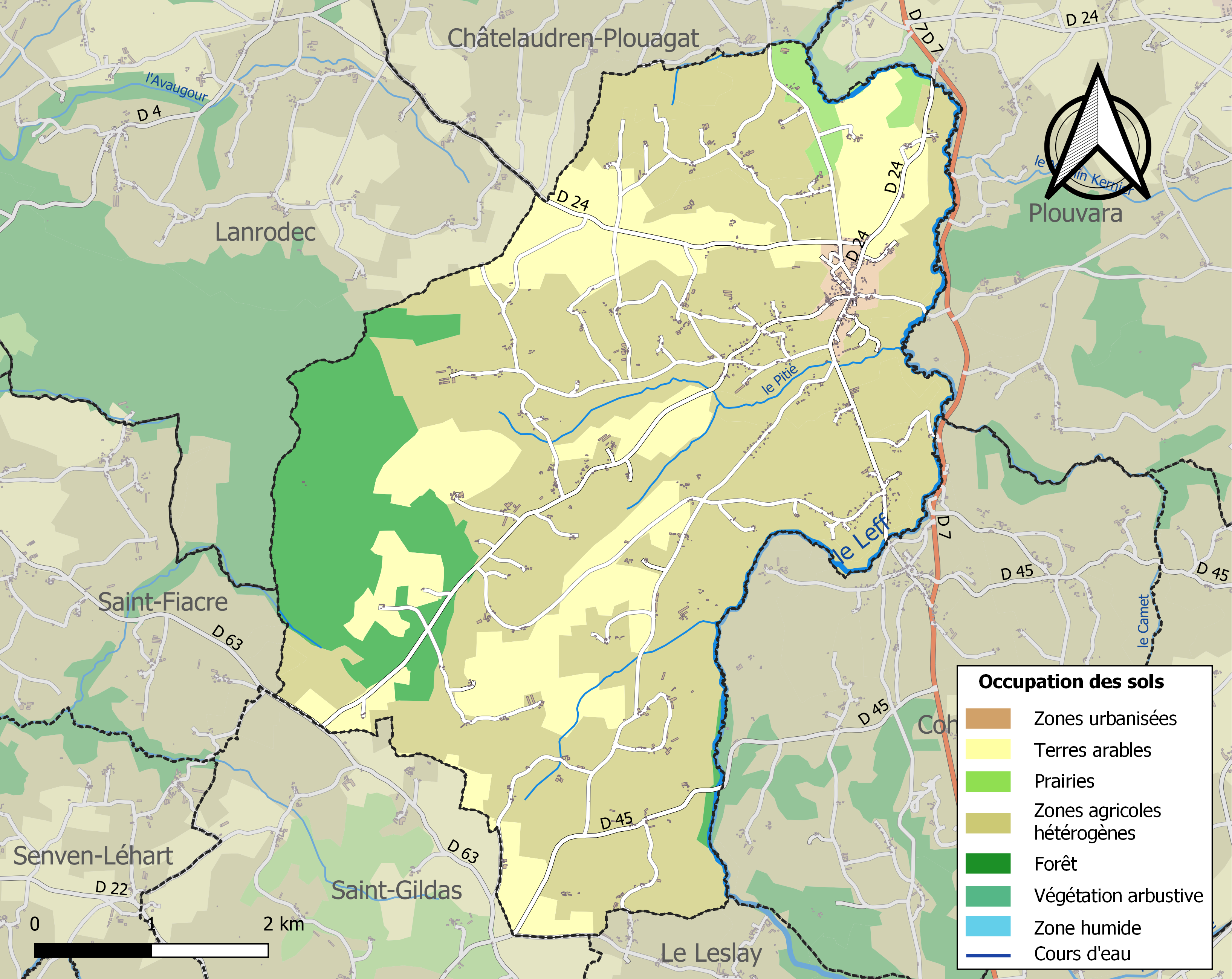

## Demografie
Onderstaande figuur toont het verloop van het inwonertal (bron: INSEE-tellingen).